# Nanofina
La nanofina es un compuesto orgánico de fórmula molecular C7H15N, también conocido como 2,6-dimetilpiperidina y 2,6-lupetidina. Es una amina secundaria cíclica de estructura igual a la de la piperidina pero con dos grupos metilo unidos a los carbonos 2 y 6 del ciclo; dependiendo de la posición relativa de ambos grupos metilo, se presenta en tres esteroisómeros, el isómero (R,S) aquiral y los isómeros quirales (R,R) y (S,S).

## Propiedades físicas y químicas
A temperatura ambiente, la nanofina es un líquido incoloro o de color ligeramente amarillo. Su punto de ebullición es de 126 °C y su punto de fusión es inferior a -20 °C. Menos denso que el agua (ρ = 0,832 g/cm³), es poco soluble en ella, en proporción estimada de 50 g/L. El valor del logaritmo de su coeficiente de reparto, logP = 1,92, denota una solubilidad casi cien veces mayor en disolventes apolares como el 1-octanol que en agua.
Posee una tensión superficial de 22,9 dina/cm, algo inferior a la de otras aminas heterocíclicas relacionadas como la piperidina y la 2-pipecolina.
En cuanto a su reactividad, es un compuesto sensible al aire, incompatible con agentes oxidantes fuertes y con ácidos.

## Síntesis y usos
La nanofina se puede sintetizar mediante una aminación reductora de 2,6-heptanodiona con amoniaco y aminas primarias, en presencia de reactivos de hidruros; se obtienen distintas proporciones de diasteroisómeros, que se ven afectadas tanto por el tamaño del anillo formado como por las propiedades del grupo unido al nitrógeno.
Otra vía de síntesis consiste en hacer reaccionar 1-cloro-2,6-dimetilpiperidina y tolueno-4-sulfonamida, obteniéndose, además de nanofina, N-clorotolueno-p-sulfonamida.
Una aplicación de la nanofina y de sus derivados es como inhibidores de quinasas (enzimas que añaden grupos fosfato a otras moléculas, regulando muchos procesos biológicos); estos inhibidores son utilizados para tratar enfermedades debidas a la hiperactividad de estas proteínas, incluyendo quinasas mutantes o sobreexpresadas en ciertos tipos de cáncer.
La nanofina se ha usado para aislar los ácidos carboxílicos así como sus sales cristalinas que se encuentran en la naturaleza.
También se emplea en reacciones de eliminación y como reactivo para inhibidores de corrosión de hierro en ácido clorhídrico. 
Como catalizador se utiliza en la preparación de aminas alifáticas, así como en la síntesis estereoselectiva de triflatos.
Se ha propuesto el uso de esta amina en líquidos limpiadores que se utilizan para lavar materiales sometidos a pulido químico-mecánico en la manufactura de dispositivos electrónicos, tales como semiconductores.
Otro uso de la nanofina es en la formación de sales cuaternarias de amonio, utilizadas a su vez en la síntesis de zeolitas, materiales demandados como adsorbentes, acondicionadores de suelos o catalizadores.

## Precauciones
La nanofina es una sustancia combustible cuyo punto de inflamabilidad es 11 °C. Es tóxica por ingestión, provocando un fuerte efecto cáustico en boca y garganta, con riesgo de perforación de esófago y estómago. En contacto con piel u ojos puede ocasionar severas quemaduras.